# 19-2000
"19-2000" é uma canção da banda virtual Gorillaz, lançada como segundo single do álbum de mesmo nome em Junho de 2001. Alcançou a 34ª posição no Reino Unido e a 23ª nos Estados Unidos. Foi a 58ª música mais tocada nas rádios brasileiras em 2002.
A canção contém samples da batida de "Sing a Simple Song" de Sly & the Family Stone. Outra versão da música conta com a participação de Redman para a trilha sonora de Blade II e foi intitulada "Gorillaz on My Mind".
A faixa também foi tema principal do jogo FIFA 2002, da EA Sports, em sua versão Soulchild Remix, ajudando a popularizar ainda mais a música.

## Faixas
CD
1. "19-2000"
2. "19-2000" (soulchild remix)
3. "Left Hand Suzuki Method"
4. Enhanced section: 19/2000 animatic, 2-D interview, Geep sim trailer

12"
1. "19/2000"
2. "Left Hand Suzuki Method"
3. "19/2000" (The Wiseguys house of wisdom remix)

Cassette
1. "19/2000"
2. "19/2000" (soulchild remix)
3. "Hip Albatross"

## Vídeo
A animação da canção, feita em 2D e 3D, foi dirigida por Jamie Hewlett e Pete Candeland. Nela, a banda passeia no seu jipe por uma confusa rede de vias expressas que contém até loopings. No final, eles se deparam com um alce gigante. Murdoc tenta se livrar dele com dois mísseis, mas o alce espirra e faz com que eles caiam no jipe, explodindo-o e deixando a banda chamuscada. Existem duas versões do vídeo, uma para a versão original da canção e outra para a versão Soulchild remix. O vídeo da versão remix foi apenas acelerado para sincronizar apropriadamente com a música.

## Paradas
|  |

| Parada (2001)                                | Melhor posição |
| -------------------------------------------- | -------------- |
| Austrália - ARIA Charts                      | 39             |
| Bélgica - Ultratop 50                        | 30             |
| Países Baixos - Dutch Top 40                 | 42             |
| Alemanha - Media Control Charts              | 29             |
| Nova Zelândia - Recorded Music NZ            | 1              |
| Suécia - Sverigetopplistan                   | 24             |
| Reino Unido - UK Singles Chart               | 6              |
| Estados Unidos - Billboard Pop Songs         | 34             |
| Estados Unidos - Billboard Alternative Songs | 23             |